# The Dying Gaul
The Dying Gaul è un film del 2005 scritto e diretto da Craig Lucas, tratto dall'omonima piéce off-Broadway, datata 1998, dello stesso Lucas.
Il titolo è un chiaro riferimento all'opera scultorea nota come il Galata morente, celebre copia marmorea romana di un'opera ellenistica, databile intorno al 230-220 a. C. circa ed ormai perduta, realizzata dallo scultore di Pergamo Epigono. Il film è stato presentato in concorso, nella sezione "Panorama", alla 55ª edizione del Festival di Berlino.

## Trama
Hollywood 1995, lo sceneggiatore debuttante Robert Sandrich ha scritto una sceneggiatura autobiografica ispirata alla morte del suo compagno, morto per complicazioni da AIDS. La presenta al noto produttore hollywoodiano Jeffrey Tishop e a sua moglie Elaine, che ne rimangono favorevolmente colpiti. Ma per motivi commerciali, legati allo showbiz, Jeffrey chiede a Robert di togliere ogni riferimento alla storia d'amore gay trasformandola in una storia eterosessuale. Inizialmente Robert rifiuta, per non venire meno ai suoi principi e per non mancare di rispetto alla memoria del suo compagno, ma quando Tishop lo minaccia di realizzare in ogni caso il film, senza la sua partecipazione e il suo nome, Robert suo malgrado accetta percependo un compenso di un milione di dollari per le relative modifiche.
Da quel momento Robert inizia a frequentare spesso la villa di Malibù dei coniugi Tishop, suscitando l'interesse di entrambi. Elaine è attratta in modo fisico e cerebrale da Robert e, dopo aver scoperto che l'uomo è un assiduo frequentatore di chat su internet, inizia una conversazione online con lui, fingendosi un uomo gay. I problemi arrivano quando Elaine scopre che Robert ha una relazione con Jeffrey, costringendo la donna a fronteggiare la bisessualità del marito e a mettere in discussione il suo matrimonio, all'apparenza perfetto, che la porterà ad un tragico confronto.

## Riconoscimenti
- National Board of Review Awards 2005
  - Riconoscimento speciale per l'eccellenza nel filmmaking